# مرد ناآرام
مرد ناآرام فیلمی به کارگردانی سیروس قهرمانی و نویسندگی مازیار بازیاران محصول سال ۱۳۵۴ است.

## خلاصه داستان
رضا با فاطمه قرار ازدواج می‌گذارد...

## بازیگران
- رضا بیک ایمانوردی
- ملوسک
- سیروس افهمی
- طوطی سلیمی
- علی میری
- حسین معلومی
- ملیحه نصیری
- علی زاهدی
- اکبر اصفهانی
- محمد گیلانی
- حسین تهرانی
- محمد بانکی